# Blanco Abajo
Blanco Abajo är en ort i Dominikanska republiken.   Den ligger i provinsen Hermanas Mirabal, i den centrala delen av landet, 120 km norr om huvudstaden Santo Domingo. Blanco Abajo ligger 146 meter över havet och antalet invånare är 365.
Terrängen runt Blanco Abajo är huvudsakligen kuperad. Blanco Abajo ligger nere i en dal. Runt Blanco Abajo är det ganska tätbefolkat, med 192 invånare per kvadratkilometer. Närmaste större samhälle är Veragua Arriba, 5,9 km norr om Blanco Abajo. I omgivningarna runt Blanco Abajo växer i huvudsak städsegrön lövskog.